# Japyginus
Japyginus es un género de Diplura en la familia Japygidae.

## Especies
- Japyginus breviforceps Silvestri, 1930